# Yên Than
Yên Than là một xã thuộc huyện Tiên Yên, tỉnh Quảng Ninh, Việt Nam.

## Địa lý
Xã Yên Than có diện tích 51,23 km², dân số năm 2021 là 3.471 người, mật độ dân số đạt 48 người/km².

## Hành chính
Xã Yên Than được chia thành 14 thôn.